# ボクらのママに近づくな!
『ボクらのママに近づくな!』（原題: Are We There Yet?）は、2005年のアメリカ合衆国の恋愛映画。

## ストーリー
オレゴン郊外。子ども嫌いの独身男ニックが、二人の子を持つバツイチ美女スザンヌに恋をした。大晦日の夜、彼はカナダに仕事で出張中の彼女のもとに子どもたちを送り届けることを約束させられるが……実は彼らはトンだクソガキだった! 

## キャスト
| 役名                   | 俳優                           | 日本語吹替 |
| ---------------------- | ------------------------------ | ---------- |
| ニック                 | アイス・キューブ               | 高木渉     |
| リンジー               | アレイシャ・アレン             | 水樹奈々   |
| ケヴィン               | フィリップ・ダニエル・ボルデン | 瀧本富士子 |
| スザンヌ               | ニア・ロング                   | 山田美穂   |
| マーティ               | ジェイ・モーア                 |            |
| アル・バック           | M・C・ゲイニー                 |            |
| サチェル・ペイジ       | トレイシー・モーガン（声）     |            |
| ボブルヘッド人形       | トレイシー・モーガン（声）     |            |
| エルンスト             | C・アーンスト・ハース          |            |
| ミス・マーブル         | ニシェル・ニコルズ             |            |
| フランク・キングストン | シーン・ミリントン             |            |
| カール                 | ヘンリー・シモンズ             |            |